# Pirakia punctifera
Pirakia punctifera är en ringmaskart som först beskrevs av Grube 1860.  Pirakia punctifera ingår i släktet Pirakia och familjen Phyllodocidae. Arten har ej påträffats i Sverige. Inga underarter finns listade i Catalogue of Life.